# APILAS
APILAS je lagani prijenosni protu-tenkovski sustav koji je razvila i proizvela francuska vojna industrija GIAT. Sustav se sastoji od lansera i protu-tenkovske rakete od 112 mm. Proizvedeno je preko 120.000 APILAS lansera.

## Opis
Učinkoviti domet rakete kreće se u rasponu od 25 pa sve do 350 metara ako se radi o pokretnoj meti. Ako je meta nepokretna, APILAS može biti učinkovit na udaljenostima od 500 do 600 metara. Detonator rakete nalazi se u njenoj bojnoj glavi te ju pokreće elektična fuzija.
Apilas koristi motor na kruto pogonsko gorivo prilikom lansiranja rakete. Projektil, odnosno raketa, dug je 926 mm. Bojna glava može penetrirati u oklop od 720 mm RHA, što je ekvivalent betonskom zidu debljine 2 metra.
U Finskoj je licencno proizveden tamošnji protu-tenkovski sustav 112 RSKES APILAS. Riječ Rskes je kratica od "Raskas kertasinko" što na finskom jeziku u doslovnom smislu znači "teški raketni bacač".

## Korisnici
- Francuska
- Belgija
- Čile
- Finska
- Italija
- Jordan
- Južna Koreja
- Kolumbija
- Saudijska Arabija
- Tajland

## Galerija slika
- APILAS protu-tenkovski projektil
- APILAS lanser

## Vanjske poveznice
- Jane's Infantry Weapons 2005-2006
- Jane's Mines and Mine Clearance 2005-2006